# Valvata virens
Valvata virens é uma espécie de gastrópode da família Valvatidae
É endémica dos Estados Unidos da América.